# Cronartium flaccidum
Törskatesvamp (Cronartium flaccidum) är en svampart som först beskrevs av Alb. & Schwein., och fick sitt nu gällande namn av Georg Winter 1880. Cronartium flaccidum ingår i släktet Cronartium och familjen Cronartiaceae. Utöver nominatformen finns också underarten typica.
Svampen orsaker stora skador på olika tallarter i Europa (se törved och Cronartium). Arten har varit känd ända sedan slutet av 1800-talet. De senaste åren har allvarliga angrepp skett i unga tallplanteringar i Norrbotten och Lappland.